# Скидан, Александр Вадимович
Александр Вадимович Скида́н (род. 29 декабря 1965, Ленинград) — русский поэт и прозаик, эссеист, критик, переводчик.

## Биография
Слушатель Свободного университета (1989—1992). Работал оператором газовой котельной (1985—2002). Публикации в журналах «Комментарии», «Волга», «Митин журнал», «Место печати», «Октябрь», «Знамя», «Новая Русская Книга», «Критическая масса», «Новое литературное обозрение», «Русская проза», антологиях «24 поэта и 2 комиссара», «Очень короткие тексты», «Антология русского верлибра». Переводил современную американскую поэзию (Чарльз Олсон, Сьюзен Хау, Эйлин Майлс, Майкл Палмер, Розмари Уолдроп, Пол Боулз), теоретические работы Славоя Жижека, Жана-Люка Нанси, Пола де Мана, Дж. Хиллиса Миллера, Антонио Негри, роман Пола Боулза «Под покровом небес», книгу Малькольма Джоунса «Достоевский после Бахтина», «Хронологию» Даниэля Бирнбаума, а также «The World is Round» Гертруды Стайн (перевод опубликован в 2021 году).
Стихи переводились на английский, французский, эстонский, литовский, шведский, финский, итальянский языки, иврит. В США вышла книга стихов «Red Shifting» (2008). Редактор отдела «Практика» журнала «Новое литературное обозрение» (с 2009 г.).

## Отзывы
Цитатная мозаика в стихотворениях Скидана предстаёт искушением искушённого читателя. Искушением отыскать собственную неповторимую субъективность в зоне её принципиальной невозможности, в зоне безусловного торжества обезличенной чужой речи, почерпнутой из высокого культурного архива или из низкого бытового лексикона… При этом практикуемый им коллажный принцип письма исключает присутствие авторского лирического голоса. Отчего и возникает неминуемый взрывной эффект, вызванный неопределённостью и распадом субъекта высказывания.— Дмитрий Голынко-Вольфсон

Александр Скидан — явление для современной русской литературы уникальное. В нем рациональность тонкого аналитика и беспристрастного критика сочетается с изысканным поэтическим чутьём. После Серебряного века (Андрея Белого, Вяч. Иванова, Осипа Мандельштама) комбинация теоретика и поэта в одном лице почти исчезла из русской литературы. У Скидана между миром критики, умственной игры и миром поэзии существует грань, не допускающая прямого вторжения аналитической концепции в поэзию. Но определить, где эта грань проходит, нелегко.— Михаил Ямпольский.

## Книги
- Делириум: Стихи. — СПб.: Митин журнал, 1993. — 64 с.
- Критическая масса: Эссе. — СПб.: Митин журнал, 1995.
- В повторном чтении: Стихи. — М.: АРГО-РИСК, 1998. — 40 с.
- Сопротивление поэзии: Изыскания и эссе. — СПб.: Борей-Арт, 2001. — 234 с. — (Серия «Версия письма»).
- Красное смещение: Стихи и тексты. — М.: АРГО-РИСК, Тверь: Kolonna Publications, 2005. — 79 с.
- Расторжение. — М.: Центр современной литературы, 2010. — 222 с. — (Академический проект «Русского Гулливера»).
- Сумма поэтики. — М.: Новое литературное обозрение, 2013. — 296 с.
- Тезисы к политизации искусства и другие тексты / Предисл. К. Чухров. — [СПб.]: Транслит, [2014]. — 64 с. — (*démarche. Теоретическая серия альманаха «Транслит»).
- Membra disjecta. — СПб.: Издательство Ивана Лимбаха; Порядок слов, 2016. — 212 с.
- Путеводитель по N. — М.: Носорог, 2018. — 80 с.
- Сыр букв мел: об Аркадии Драгомощенко. — СПб.: Jaromír Hladík press, 2019. — 112 с.
- Контаминация. — СПб.: Порядок слов, 2020. — 54 с. — (Серия «cae / su / ra»).
- Лит.ра. Избранные фб-записи (2013—2020). — М.: Новое литературное обозрение, 2022. — 232 с.
- В самое вот самое сюда: Стихи 2020-2023 / Предисл. И. Булатовского. - СПб.: Издательство Ивана Лимбаха, 2024. - 160 с.
- Человек кончающий: Эссе о реальном искусстве. СПб.: Jaromír Hladík press, 2025. - 168 с.

## Награды и признание
- Лауреат Тургеневского фестиваля малой прозы (1998)
- премия «Мост» (2006) — за лучшую статью о поэзии
- Премия Андрея Белого (2006) в номинации «Поэзия» — за книгу «Красное смещение»
- Стипендиат Фонда Иосифа Бродского (2018) в конкурсной номинации «Поэзия»